# Gesamtalkoholgehalt
Der Begriff Gesamtalkoholgehalt wird in den Rechtsakten der europäischen Union zu aromatisierten Weinerzeugnissen verwendet. Zusätzlich zum vorhandenen Alkoholgehalt wird dabei berechnet, welche Menge Alkohol zusätzlich durch die Vergärung des vorhandenen Restzuckers entstehen würde.
Die Definition findet sich in Anhang I Ziffer 7 der Verordnung (EU) Nr. 251/2014
- „Potenzieller Alkoholgehalt (in % vol)“: die Volumeneinheiten reinen Alkohols bei einer Temperatur von 20 °C, die durch vollständiges Vergären des in 100 Volumeneinheiten des Erzeugnisses enthaltenen Restzuckers bei dieser Temperatur gebildet werden können;

- „Gesamtalkoholgehalt (in % vol)“: die Summe des vorhandenen und des potenziellen Alkoholgehalts.[1]